# Spodnji Egipt
Spodnji Egipt (egiptovsko arabsko مصر السفلى‎‎, Maṣr El Sofla) je najsevernejša regija Egipta, ki obsega plodno Nilovo delto med Zgornjim Egiptom in Sredozemskim morjem, se pravi ozemlje od Dahshurja na jugu do El Aiyata na severu. 

## Geografija
V davni preteklosti je Plinij Starejši zapisal, da se Nil pred izlivom v Sredozemsko morje razcepi v sedem rokavov (od vzhoda proti zahodu): Peluški, Taniški, Mendeški, Fatnitski (ali Fatmetski), Sebenitski, Bolbitinski in Kanopski. Zdaj ima Nil samo dva glavna rokava: Rašidskega na zahodu in Damietskega na vzhodu.
Delta Nila je zelo vodnata in prepredena s številnimi velikimi in majhnimi kanali. Podnebje v Spodnjem Egiptu je zaradi bližine Sredozemskega morja bolj milo kot v Zgornjem. Temperature so manj ekstremne, padavine pa bolj obilne.

## Zgodovina
Spodnji Egipt je bil nekoč znan kot Ta-Mehu - dežela papirusa. Razdeljen je bil na dvajset okrožij  - nomov. Prvi med njimi je bil Lišt. Ker je večina Spodnjega Egipta poraščena s travo in nizkim rastlinjem in neprimerna za bivanje, je organizacija nomov doživela več sprememb. 
Prestolnica Spodnjega Egipta je bil Memfis. Njegova zavetnica je bila kobra - boginja Vadžet. Spodnji Egipt je predstavljala nizka  rdeča krona dešret, njena simbola pa sta bila papirus in čebela.
Do okoli leta 3600 pr. n. št. so se kamenodobne egipčanske skupnosti ob Nilu ukvarjale predvsem s pridelavi žita in rejo domačih živali. Kmalu po tem letu je družba začela hitro rasti in se razvijati v bolj prefinjeno civilizacijo. Izdelovati se je začela nova in bolj dodelana lončenina, podobna tisti v južnem Levantu. V tem času se je začel na široko uporabljati baker in na soncu sušeni zidaki, ki so jih prevzeli od Mezopotamcev.
Vzporedno s kulturnim razvojem se je začel proces povezovanja s skupnostmi in mesti iz gornjega porečja Nila, se pravi  z Zgornjim Egiptom. Vojne med Spodnjim in Zgornjim Egiptom so bile pogoste, dokler ni faraon Zgornjega Egipta Narmer je v 31. stoletju pr. n. št. porazil Spodnji Egipt in pod svojo oblastjo združil obe kraljestvi.

## Preddinastični faraoni Spodnjega  Egipta
Na Kamnu iz Palerna, napisanem sredi vladavine 5. dinastije (okoli 2490 – okoli 2350 pr. n. št.), je seznam faraonov, ki so vladali v Spodnjem Egiptu pred Narmerjem. Noben faraon s seznama ni omenjen v nobenem drugem zapisu, zato bi lahko bili mitološki ali povsem izmišljeni.
| Ime                | Slika | Komentar                             | vladanje              |
| ------------------ | ----- | ------------------------------------ | --------------------- |
| Hsekiu / Seka      |       | Znan samo s Kamna iz Palerma         |                       |
| Haju               |       | Znan samo s Kamna iz Palerma         |                       |
| Tiju / Tejev       |       | Znan samo s Kamna iz Palerma         |                       |
| Teš / Tješ         |       | Znan samo s Kamna iz Palerma         |                       |
| Neheb              |       | Znan samo s Kamna iz Palerma         |                       |
| Vazner             |       | Znan samo s Kamna iz Palerma         | Okoli 3050 pr. n. št. |
| Mek                |       | Znan samo s Kamna iz Palerma         |                       |
| (uničeno)          |       | Znan samo s Kamna iz Palerma         |                       |
| Dju / Dvojni sokol |       | Vladal morda tudi v Zgornjem Egiptu. | Vladal iz Naqade III  |

## Seznam nomov
| Številka | Egipčansko ime | Glavno mesto                           | Sodobno ime glavnega mesta    | Prevod          |
| -------- | -------------- | -------------------------------------- | ----------------------------- | --------------- |
| 1        | Aneb-Heč       | Ineb Hedž / Men-nefer / Menfe (Memfis) | Mit Rahina                    | belo obzidje    |
| 2        | Kensu          | Kem (Letopolis)                        | Ausim                         | kravje stegno   |
| 3        | Ament          | Imu (Apis)                             | Kom El Hisn                   | zahod           |
| 4        | Sapi-Res       | Pteka                                  | Tanta                         | južni ščit      |
| 5        | Sap-Meh        | Zau (Sais]])                           | Sa El Hagar                   | severni ščit    |
| 6        | Kaset          | Kasu (Ksois)                           | Sakha                         | gorski bik      |
| 7        | A-ment         | (Hermopolis Parva, Metelis)            | Damanhur                      | zahodna harpuna |
| 8        | A-bt           | Tjeku / Per-Atum (Heroonpolis, Pitom)  | Tell El Maskhuta              | vzhodna harpuna |
| 9        | Ati            | Džed (Busiris)                         | Abu Sir Bara                  | Andžeti         |
| 10       | Ka-hem]]       | Hut-hery-ib (Atribis)                  | Tell Atrib                    | črni bik        |
| 11       | Ka-heseb       | Taremu (Leontopolis)                   | Tell El Urydam                | bik Heseb       |
| 12       | Teb-ka         | Tdžebnutdžer (Sebenitos)               | Samanud                       | tele in krava   |
| 13       | Heq-At         | Iunu (Heliopolis)                      | Materiya, predmestje Kaira    | uspešni Skeptre |
| 14       | Kent-abt       | Zarv (Sile, Tanis)                     | Tell Abu Sefa                 | najbolj vzhoden |
| 15       | Tehut          | Ba'h / Weprehwy (Hermopolis Parva)     | Baqliya                       | ibis            |
| 16       | Ka             | Džedet (Mendes)                        | Tell El Rubˁ                  | riba            |
| 17       | Semabehdet     | Semabehdet (Diospolis Inferior)        | Tel El Balamun                | prestol         |
| 18       | Am-Kent        | Per-Bastet (Bubastis)                  | Tell Bastah                   | princ juga      |
| 19       | Am-Pehu        | Dža'net (Leontopolis Tanis)            | Tell Nebesha ali San El Hagar | princ severa    |
| 20       | Sopdu          | Per-Sopdu                              | Saft El Hinna                 | pernati sokol   |